# Madeleine Colani

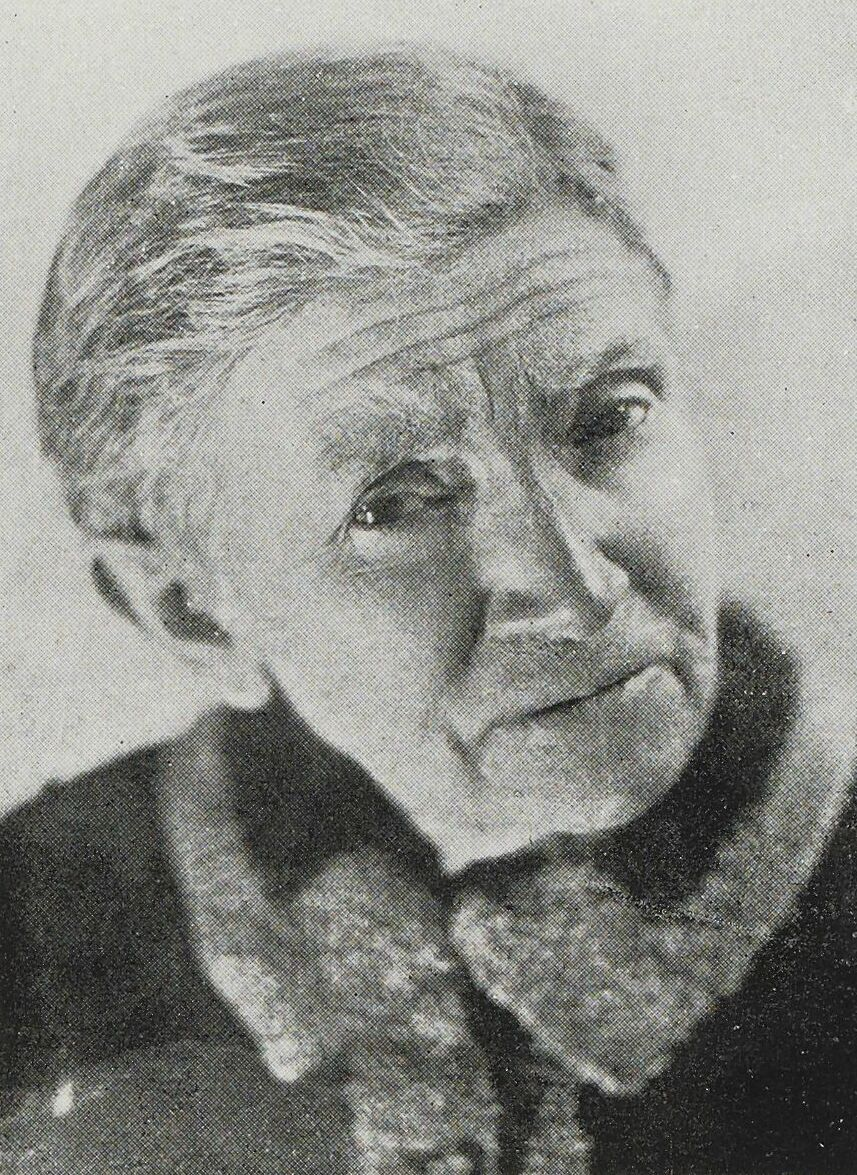
Madeleine Colani

Madeleine Colani (* 13. August 1866 in Straßburg; † 2. Juni 1943 in Hanoi) war eine französische Archäologin und Pionierin der Forschung zur Urgeschichte Indochinas.
Sie war die Tochter des evangelischen Theologen Timothée Colani, ihre Mutter Josephe („Pepita“) Gauthey stammte aus Sevilla. Nach dem Deutsch-Französischen Krieg 1870/71 zog die Familie vom Elsass nach Paris. Dort arbeitete Colani ab 1884 als Grundschullehrerin, was damals noch kein Hochschulstudium erforderte.
Auf Einladung des Generalgouverneurs Paul Doumer ging sie 1898 als Lehrerin in die damalige französische Kolonie Indochina. Erst 1903 machte sie ihr Baccalauréat und schloss fünf Jahre später ein Studium der Naturwissenschaften mit der Licence ab. Am Lycée Albert-Sarraut in Hanoi unterrichtete Colani bis 1917 Naturgeschichte. Mit einer Arbeit über Flügelsamengewächse promovierte sie 1914 in Naturwissenschaften.
Ab 1915 war sie als Freiwillige beim geologischen Dienst Indochinas tätig, für den sie dann von 1917 bis zu ihrer Pensionierung 1927 auch hauptberuflich arbeitete. Mit einer weiteren Qualifikationsschrift, über fossile Fusulinida, erhielt Colani 1920 das doctorat d’État. Mit dem Paläontologen Henri Mansuy (1857–1937) entdeckte sie in den 1920er-Jahren die neolithische Bacson-Kultur in der Provinz Lang Son.
Louis Finot holte Colani 1929 an die École française d’Extrême-Orient (EFEO), für die sie bis 1935 arbeitete. Sie untersuchte von 1929 bis 1931 Höhlen und Felsvorsprünge mit Zeugnissen der Hòa-Bình-Kultur aus der Zeit um 10.000 v. Chr. In den 1930er-Jahren erforschte sie die Ebene der Steinkrüge in Laos. Von 1935 bis zu ihrem Tod war Colani korrespondierende Mitglied der EFEO. Sie nahm an den Kongressen zur Vorgeschichte des Fernen Ostens 1932 in Hanoi, 1935 in Manila und 1938 in Singapur teil.

## Veröffentlichungen
- Sur quelques fossiles Ouralo-Permiens de Hongay. In: Bulletin du Service Géologique de l’Indochine. 6, 1919, ZDB-ID 951393-0 , S. 1–27.
- Recherches sur le préhistorique Indochinois. In: Bulletin de l’École française d’Extrême-Orient. Bd. 30, Nr. 3/4, 1930, ISSN 0336-1519, S. 299–422, doi:10.3406/befeo.1930.3200.
- Communications au premier congres de prehistoire d’Extreme-Orient, Hanoi, Janvier 1932. Imprimerie d’Extreme-Orient, Hanoi 1933.
- Megalithes du Haut-Laos (Hua Pan, Tran Ninh) (= Publications de l’École Française d’Extrême-Orient. 25–26, ISSN 0768-3944). Les Editions d’art et d’histoire, Paris 1935.